# Marcin Lubiejewski
Marcin Lubiejewski (ur. 1 października 1981 w Warszawie) – polski siatkarz, grający na pozycji atakującego.
Karierę zaczynał w MKS MDK Warszawa skąd pozyskał go w sezonie 2000/2001 Stilon Gorzów Wielkopolski w barwach którego Lubiejewski zadebiutował w ekstraklasie. Od 2002 roku grał w Jokerze Piła skąd ponownie, w 2004 roku powrócił do Gorzowa gdzie trener Waldemar Wspaniały przestawił go na pozycję atakującego. W 2005 roku opuścił GTPS i zasilił Chemik Bydgoszcz. Od sezonu 2006/2007 był zawodnikiem AZS-u Olsztyn. W roku 2008 opuścił Olsztyn i przeniósł się do Siatkarza Wieluń, z którym zdobył awans do PlusLigi w sezonie 2008/2009.

## Sukcesy klubowe
I liga:
- 2009
- 2006
- 2004

Liga polska:
- 2007, 2008

Liga norweska:
- 2013
- 2014